# Dava Newman
Dava J. Newman (Helena, 1964) è un'ingegnere statunitense, ex vicedirettore della NASA, nominata nel 2015 da Barack Obama; si è dimessa nel 2017..
Nel dicembre 2020 è stata nominata direttrice del MIT Media Lab a partire da luglio 2021.

## Biografia
Newman ha conseguito il dottorato di ricerca in ingegneria biomedica aerospaziale e la laurea magistrale in ingegneria e tecnologia e politica aerospaziale, tutte conseguite al MIT e la laurea in ingegneria aerospaziale presso l'Università di Notre Dame. Newman è professore di aeronautica e astronautica e sistemi di ingegneria del programma Apollo presso il Massachusetts Institute of Technology, membro della facoltà di Harvard-MIT Health, Sciences, and Technology a Cambridge, MA. È anche una MacVicar Faculty Fellow (premiata per i contributi all'istruzione universitaria), ex direttrice del Technology and Policy Programme al MIT (2003–2015), ed è direttrice del MIT Portugal Program dal 2011. Come direttore del Technology and Policy Program (TPP) del MIT, ha guidato il più grande programma di ricerca multidisciplinare per laureati dell'Istituto, con oltre 1.200 alunni. Dal 1993 è membro della facoltà del dipartimento di aeronautica e astronautica e della Scuola di ingegneria del MIT.

## Vita privata
È sposata con Guillermo Trotti, architetto e designer di ambienti estremi.